# Micrasterias oscitans
Micrasterias oscitans là một loài Song tinh tảo trong họ Desmidiaceae, thuộc chi Micrasterias.